# رتب الحزب النازي شبه العسكرية
الرتب شبه العسكرية الوطنية الاشتراكية عبارة عن ألقاب شبه عسكرية استخدمها النازيون، ممثلة بالحزب النازي، وحزب العمال الألماني الاشتراكي الوطني ( Nationalsozialistische Deutsche Arbeiterpartei؛ NSDAP)، بين عامي 1920 و1945. نظرًا لأن الحزب النازي كان بطبيعته منظمة شبه عسكرية، بحلول الحرب العالمية الثانية، ظهرت العديد من أنظمة الرتب شبه العسكرية لكل من الحزب النازي نفسه والمنظمات شبه العسكرية المختلفة.
تقدم المقالات التالية معلومات تتعلق بمختلف أنظمة الرتب شبه العسكرية التي يستخدمها الحزب النازي:
- رتب وشارات الحزب النازي
- زي وشارة شوتزشتافل
- زي وشارة Sturmabteilung
- رتب وشارات شباب هتلر
- رتب وشارات فيلق الاشتراكيين الوطنيين
- رتب وشارات الفيلق الوطني الاشتراكي الالي
- صفوف وشارات فولكس ستورم

بعد وصول الحزب النازي إلى السلطة في ألمانيا، وعدد من الدولة النازية التحكم و/ أو تطوير منظمات ترعاها صفوف النازية أسلوب وشاراتها، والألقاب. هذه الرتب والشارات المختلفة كانت:
- رتب وشارات Ordnungspolizei
- رتب وشارات Reichsarbeitsdienst
- رتب وشارات من Reichsluftschutzbund
- رتب وشارات <a href="https://en.wikipedia.org/wiki/Ranks_and_insignia_of_the_Reichsbahn" rel="mw:ExtLink" title="Ranks and insignia of the Reichsbahn" class="cx-link" data-linkid="35">Reichsbahn</a>
- مراتب وشارات منظمة تودت

امتد الاستخدام النازي للرتب شبه العسكرية حتى نزلاء معسكرات الاعتقال. بحلول عام 1936، تم تطوير نظام شارات معسكرات الاعتقال النازية على أسس شبه عسكرية. 